# Royal Watercolour Society
La Royal Watercolour Society (RWS) è un'istituzione inglese costituita da pittori che utilizzano la tecnica dell'acquarello.

## Storia
Essa venne fondata come Society of Painters in Water Colours nel 1804 di William Frederick Wells e gli altri membri fondatori furono: William Sawrey Gilpin, Robert Hills, John Claude Nattes, John Varley, Cornelius Varley, Francis Nicholson, Samuel Shelley, William Henry Pyne e Nicholas Pocock. I membri provenivano da una secessione dalla Royal Academy dove, a loro giudizio, le loro opere non godevano del rispetto che essi ritenevano meritassero. 
Nel 1812, la Society fu denominata Society of Painters in Oil and Watercolours, per poi tornare al nome originale nel 1820. Essa ottenne l'approvazione reale nel 1881 sotto la presidenza di sir John Gilbert come Royal Society of Painters in Water Colours. Nel 1988 cambiò nuovamente la denominazione in Royal Watercolour Society, nome con il quale era generalmente conosciuta in passato.
Fra i suoi membri attuali si ricordano Sonia Lawson, Elizabeth Blackadder e David Remfry. 
Essa è un'organizzazione staccata del Royal Institute of Painters in Water Colours.